# Siphonophora festae
Siphonophora festae är en mångfotingart som beskrevs av Filippo Silvestri 1898. Siphonophora festae ingår i släktet Siphonophora och familjen Siphonophoridae. Inga underarter finns listade i Catalogue of Life.